# Philoliche vittata
Philoliche vittata är en tvåvingeart som först beskrevs av Carl Peter Thunberg 1827.  Philoliche vittata ingår i släktet Philoliche och familjen bromsar.
Artens utbredningsområde är Seychellerna. Inga underarter finns listade i Catalogue of Life.